# ボードゥアン1世 (ラテン皇帝)

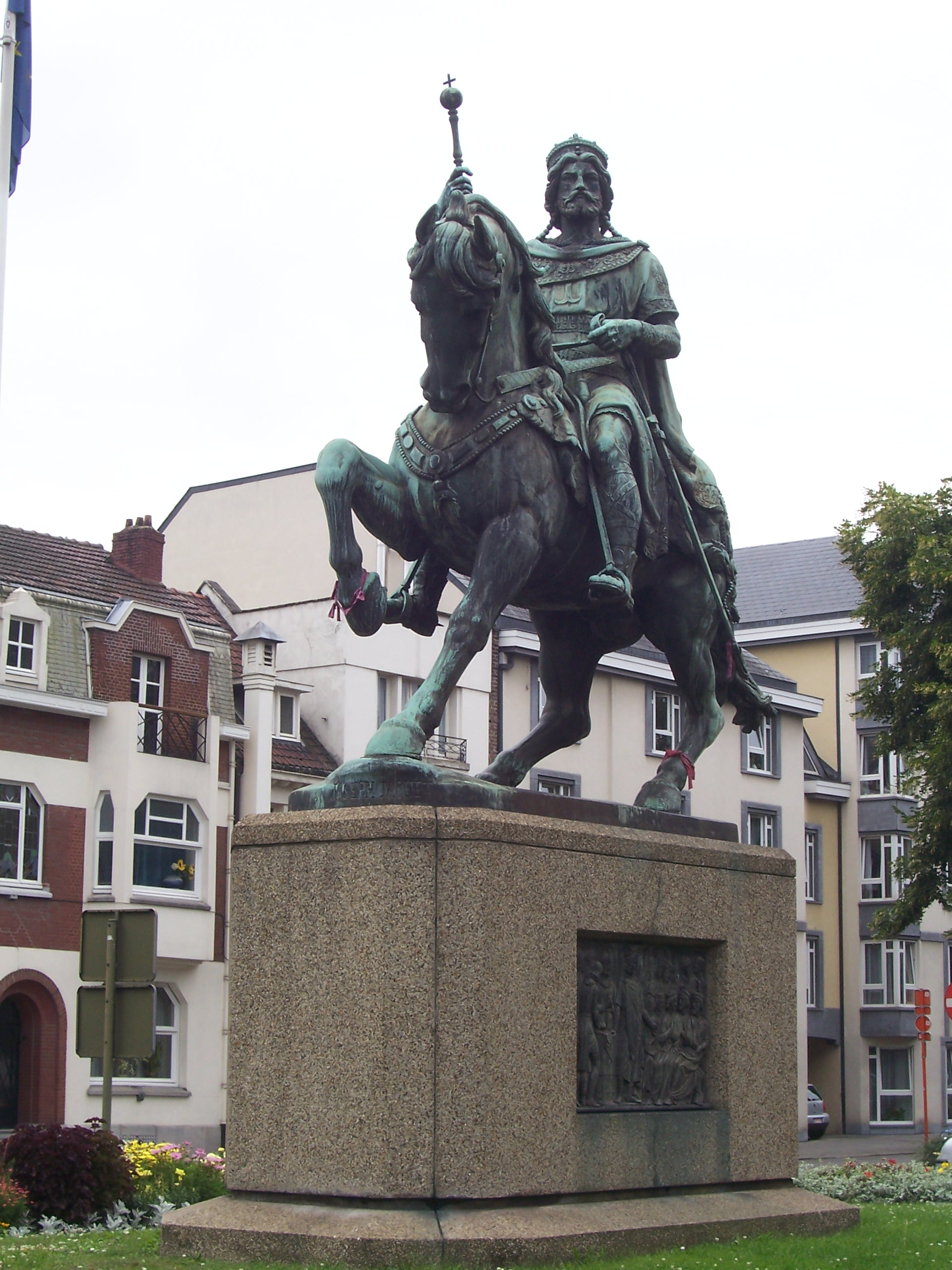
ボードゥアン1世

ボードゥアン1世（Baudouin I, 1172年 - 1205年）は、ラテン帝国の皇帝（在位：1204年 - 1205年）。フランドル伯としてはボードゥアン9世（在位：1194年 - 1205年）、エノー伯としてはボードゥアン6世（在位：1195年 - 1205年）。第4回十字軍の際に皇帝に選出されたが、間もなくブルガリア帝国との戦いで捕虜となり獄死した。

## 生涯
エノー伯ボードゥアン5世と、フランドル伯ティエリー・ダルザスの娘マルグリット・ダルザスとの間の長男として生まれた。フランス王フィリップ2世妃イザベルは姉。1191年に死去した伯父のフランドル伯フィリップに子供がなかったため、母マルグリットが父と共にフランドル伯となった。
1186年にシャンパーニュ伯アンリ1世（自由伯）の娘マリーと結婚し、エルサレム王国や十字軍とつながりが深まった。1194年に母が死去するとフランドル伯となり、翌年父の死でエノー伯を兼ねた。
1180年に姉イザベルがフランス王フィリップ2世と結婚した際、フランドル伯領からアルトワ伯領を含む広大な所領を持参していたが、1190年にイザベルは死去し、ボードゥアンはこれを取り戻すべく、イングランド王リチャード1世、ジョンや神聖ローマ皇帝オットー4世と結んでフィリップ2世と争い、1200年の条約で大部分を返還させている。

ラテン帝国の紋章

1198年に第4回十字軍が呼びかけられると、指導者となったシャンパーニュ伯ティボー3世（妻マリーの弟）の誘いを受けて参加を決めた。出発に際しては弟フィリップと妊娠中の妻マリーを摂政とし、娘ジャンヌと腹の子（マルグリット）を後継者としてフランドルに残した。
1202年に出発したが、第4回十字軍は途中で方向を変え、最終的に東ローマ帝国を滅ぼしてラテン帝国を建てている。1204年にラテン帝国の皇帝に選出されたが（本来の候補者モンフェラート侯ボニファーチョ1世はテッサロニキ王国を建てた）、1205年に侵攻してきたカロヤン＝ヨハニッツァのブルガリア軍とアドリアノープルの戦いで対戦して大敗し、捕虜となる。その後の消息は不明（獄中で戦闘の傷が元で死亡したとも、ブルガリア兵の手により殺害されたとも言われる）。
弟のアンリが摂政となり、1206年にボードゥアン1世の死が伝えられると正式に第2代皇帝として即位している。フランドル伯領は娘ジャンヌが相続した。

## 偽ボードゥアン
エノー年代記によると、フランドルおよびエノー総督アルヌール・ド・ギャヴルはヴァランシエンヌで、フランシスコ会の装束を身に着けた叔父ジョス・ド・マテルヌを見つけた。叔父に尋ねると、20年も囚われの身であったブルガリアから逃亡したボードゥアンと配下の者たちがいると知らされたのである。リメ年代記では、フィリップ・ムスケスが同時代のことを記録している。素性の知れない者が、ボードゥアンの帰還を発表し資金を配布していたというのである。1225年、トゥルネーとヴァランシエンヌの間に広がる森の中、モルターニュ近くに住む隠者が、実際に自分がボードゥアンだと認めた。彼はフランドル伯領とエノー伯領におよぶ主権を自分に返還するようジャンヌに求めた。
ボードゥアンは真のフランドル伯・エノー伯のように振る舞い、騎士を授爵し、法令に署名した。急速に、彼はエノー伯領の貴族から支持を受けるようになり、それにはジャン・ド・ネール、ロベール3世・ド・ドルーが含まれていた。それから彼はリールとヴァランシエンヌを含むフランドルとエノーの諸都市大多数から支持を受けるようになった。イングランド王ヘンリー3世ですら、対フランス王同盟の刷新を申し出たうえ、この政策をブラバント公国とリンブルク公国が支持した。ジャンヌは顧問アルヌール・オーデルナルデを派遣した。アルヌールは隠者と面会できなかったにもかかわらず、彼が本物のボードゥアンだと確信して戻ってきた。他の証人たちはより懐疑的であったが、彼はジャンヌに買収された者たちであると非難されてしまった。
ジャンヌは自らに唯一忠実であった都市モンスへの逃亡を余儀なくされた。2万リーヴルの支払いと、ドゥエーとレクリューズに代官を置く約束に対して、ルイ8世はジャンヌの権利回復のため自らの軍隊を動かすことに同意した。厳しく支援が交渉された。ジャンヌは戦争で生じた代価の支払いに同意し、ドゥエーとレクリューズの町のためこの約束を請合ったのである。
軍事作戦を開始する前に、ルイ8世は叔母のシビーユ・ド・ボージュー（ボードゥアン1世の妹）を隠者との会見のため送り込んだ。それで彼の正体に疑問が生じた。1225年5月30日、王はボードゥアンを自称する者とペロンヌで会い、彼のこれまでの人生の詳細をたずねた。彼は自分が騎士に授爵されたのはいつ・どこでか思い出せなかったばかりか、自らの婚礼の夜も思い出せなかった。オルレアン司教とボーヴェ司教は、ボードゥアンと同じようにアドリアノープルの戦いで消息を絶ったブロワ伯ルイに自らを偽装しようとした彼を、言葉を巧みに操る者だと認定した。彼が詐欺師であることを確信したルイ8世は、3日以内に立ち去るよう猶予を与えた。偽ボードゥアンは追従者たちとともにヴァランシエンヌへ逃亡した。しかし町はフランス人によって迅速に奪還された。ジャンヌは偽ボードゥアンの無条件降伏を要求した。偽ボードゥアンはその後ケルン大司教のもとへ避難したが、彼の支持者たちは彼のもとに残る者と逃亡する者とに分かれた。ブザンソン近くで捕らえられた偽ボードゥアンは、ジャンヌのもとに連行された。彼を殺さないよう約束したにもかかわらず、ジャンヌは偽ボードゥアンを2頭の犬の間においたさらし台にさらし、その後リールの城門から吊るして処刑した。マルグリット・ド・コンスタンティノープルの元夫で、ジャンヌによって遠ざけられたブシャール、彼が黒幕であった可能性がある。偽ボードゥアンは、2つの伯領の相続人として息子には正当な権利があると認識していた。

## 子女
1186年、シャンパーニュ伯アンリ1世の娘マリーと結婚し、2女をもうけた。
- ジャンヌ（1194/1200年 - 1244年） - フランドル女伯、エノー女伯（1205年 - 1244年）
- マルグリット2世（1202年 - 1280年） - フランドル女伯（1244年 - 1247年、1251年 - 1278年）、エノー女伯（1244年 - 1246年、1257年 - 1280年）